# NGC 5200
NGC 5200 is een dubbelster in het sterrenbeeld Maagd. Het object werd op 30 april 1859 ontdekt door de Amerikaanse astronoom Phillip Sidney Coolidge (1830-1863).